# 笔竹
笔竹（学名：Pseudosasa viridula）为禾本科茶秆竹属下的一个种。